# Wereldkampioenschappen schoonspringen 2017 – tienmetertoren synchroon gemengd
Het synchroonspringen vanaf de tienmetertoren voor gemengde duo's tijdens de wereldkampioenschappen schoonspringen 2017 vond plaats op 15 juli 2017 in de Danube Arena in Boedapest.

## Uitslag
| Rang   | Land                | Namen                                  | Punten |
| ------ | ------------------- | -------------------------------------- | ------ |
| Goud   | China               | Ren Qian Lian Junjie                   | 352.98 |
| Zilver | Verenigd Koninkrijk | Lois Toulson Matty Lee                 | 323.28 |
| Brons  | Noord-Korea         | Kim Mi-rae Hyon Il-myong               | 318.12 |
| 4      | Rusland             | Joelia Timosjinina Viktor Minibajev    | 310.08 |
| 5      | Canada              | Meaghan Benfeito Nathan Zsombor-Murray | 307.80 |
| 6      | Japan               | Minami Itahashi Kazuki Murakami        | 307.74 |
| 7      | Australië           | Melissa Wu Domonic Bedggood            | 306.30 |
| 8      | Duitsland           | Christina Wassen Florian Fandler       | 302.46 |
| 9      | Mexico              | Viviana Del Angel Randal Willars       | 301.08 |
| 10     | Verenigde Staten    | Tarrin Gilliland Andrew Capobianco     | 300.12 |
| 11     | Italië              | Noemi Batki Maicol Verzotto            | 291.54 |
| 12     | Oekraïne            | Valerija Ljoelko Maksym Dolhov         | 287.34 |
| 13     | Colombia            | Carolina Murillo Víctor Ortega         | 258.93 |
| 14     | Cuba                | Tuti García Jeinkler Aguirre           | 256.35 |
| 15     | Singapore           | Lim Shen-Yan Freida Jonathan Chan      | 250.68 |
| 16     | Oezbekistan         | Joelia Noesjtajeva Botir Chasanov      | 196.20 |